# 大发展阵线
大发展阵线（缩写为MVA）是印度马哈拉施特拉邦的一个大帐篷政党联盟，成立于2019年11月26日。

## 成员
- 印度国民大会党
- 湿婆军 (乌达夫·巴拉萨赫布·萨克雷)（英语：Shiv Sena (UBT)）
- 民族主义大会党—沙拉昌德拉·帕瓦尔（英语：Nationalist Congress Party – Sharadchandra Pawar）
- 社会党
- 印度共产党（马克思主义）
- 印度共产党
- 印度农工党
- 社会主义共和国党

## 前成员
- 冲击人民力量党（英语：Prahar Janshakti Party）
- 大众发展阵线（英语：Bahujan Vikas Aaghadi）
- 湿婆军
- 民族主义大会党（英语：Nationalist Congress Party）
- 自尊党（英语：Swabhimani Paksha）
- 人民党（联合）
- 民族社会党（英语：Rashtriya Samaj Paksha）
- 贫困大众阵线（英语：Vanchit Bahujan Aaghadi）